# 가정학
가정학(家政學)은 사회자연과학의 여러 면들을 포괄하는 학문이다. 가정학은 개인, 가족, 사회 간 관계, 또 그들이 생활하는 환경에 대해 다룬다.
가정학은 가정경제학과 유의어이다. 인간생태학으로 부르기도 하지만 이 용어는 일부 학문 분야에 사용된다.

## 가정학의 확립
가정을 운영하는데 대한 경제학에 큰 영향을 미친 사람들 가운데 한 명은 캐서린 비처(Catharine Beecher: 해리엇 비처 스토의 자매)이다. 캐서린과 해리엇은 19세기 중반 가정학에 대해 논하는 것을 주도했다. 그들은 매우 종교적인 가족 출신으로 특히 여성을 교육하는 데 대한 가치를 중요시했다.
1862년 모릴법을 통해 대형 칼리지들을 중심으로 가정학을 확장시키는데 큰 힘이 되었다. 아이오와 주, 캔자스 주, 네브래스카 주, 일리노이 주, 미네소타 주, 미시간 주가 여성을 위한 프로그램을 제공하는 초기 지도주들이었다.
가정경제학은 매사추세츠 공과대학교의 첫 입학 여성인 엘린 스웰로 리처드(Ellen Swallow Richards)와 함께 한다. 19세기 말 리처드는 가정학의 본질, 또 가정학의 요소들이 어떻게 궁극적으로 수많은 개인과 가정의 질을 높일 수 있는지를 논하기 위해 사람들을 모았다.

## 전문기관
- AAFCS (미국가족소비자학회: American Association of Family and Consumer Sciences)
- ACTE (Association for Career and Technical Education)

## 같이 보기
- 가정경제학